# Kreuzprozession in Hvar

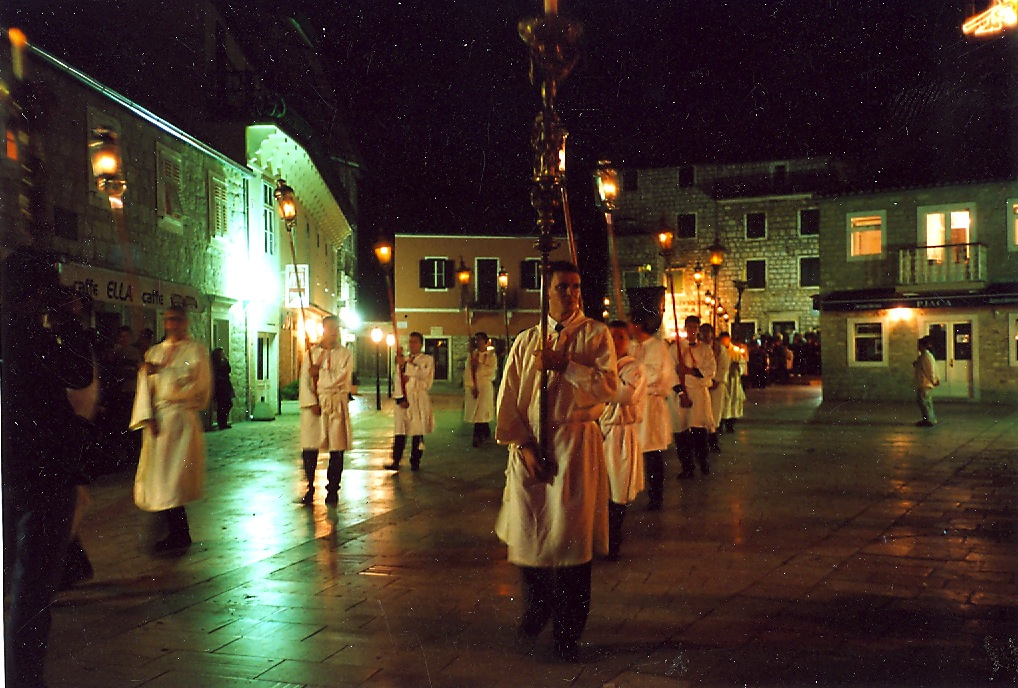
Die Prozession sammelt sich

Die Kreuzprozession in Hvar (kroat. procesija za križem) ist ein mehrere Jahrhunderte alter Ritus, der seit dem 16. Jahrhundert alljährlich in der Nacht vom Gründonnerstag auf den Karfreitag auf der kroatischen Insel Hvar abgehalten wird. 

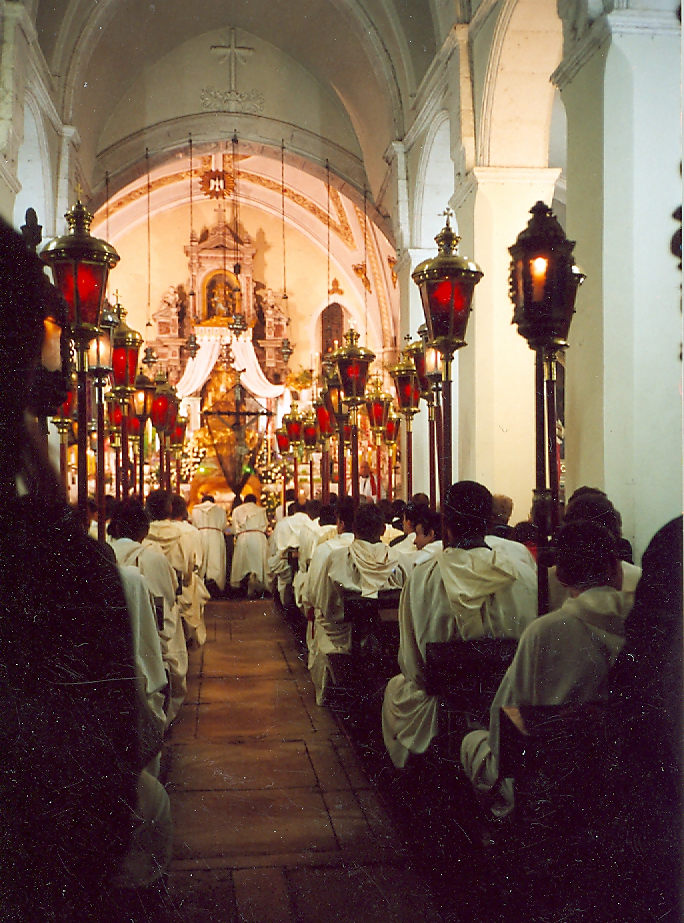
Ein Gottesdienst, eine Station in einem der sechs Orte

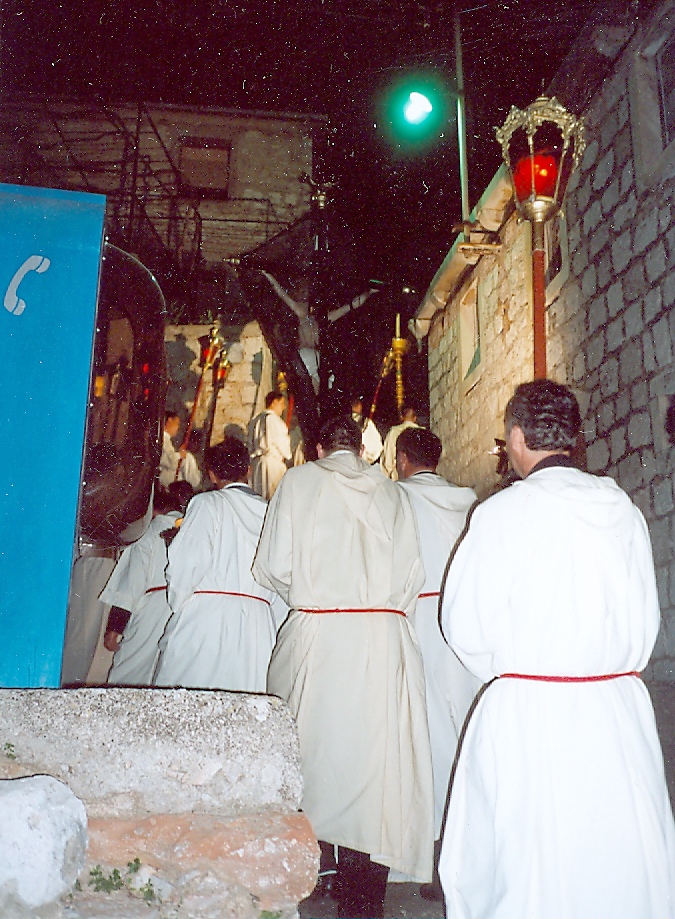

Sechs Prozessionen von Büßern gehen die ganze Nacht im Uhrzeigersinn von Ort zu Ort und von Kirche zu Kirche der Insel, ohne sich gegenseitig zu begegnen. Die Orte sind Jelsa, Pitva, Vrisnik, Svirče, Vrbanja und Vrboska. In jedem Ort beginnt und endet eine Prozession. Am Karfreitag kehrt jede Prozession in ihre Ausgangskirche zurück. Hierbei ist es eine besondere Ehre, bei der Prozession Kreuzträger zu sein.  Junge Männer warten Jahre auf die Erfüllung ihres Gelübdes oder das ihrer Väter, das schwere Kreuz zu tragen. Sie treffen sich in den Monaten zuvor regelmäßig und üben für diesen ehrenvollen Tag. 
Die Prozession wird vom überlieferten Glauben an das Weinen der Mutter Gottes geleitet, das man in der sogenannten „Nacht der Qualen“ in den Kirchen von Hvar hören könne. Während der Prozession singen die Teilnehmenden alte überlieferte religiöse Lieder.
Vor der Prozession wird in der Pfarrkirche Mariä Himmelfahrt von Jelsa ein Kreuz mit einem schwarzen Schleier bedeckt. Auf der Bank unter dem Kreuz knien indessen drei Männer in weißen Tuniken. An den Füßen tragen sie nur weiße Wollstrümpfe. Der Mann in der Mitte ist der Kreuzträger. Die anderen Teilnehmer der Prozession halten Kerzenleuchter und sind ebenfalls in weiße Tuniken gekleidet. Der Priester übergibt dem Kreuzträger das 18 kg schwere Kreuz und gibt die letzten Anweisungen vor dem Beginn der großen nächtlichen Prozession durch die fünf weiteren Ortschaften, aus denen zeitgleich die anderen Gruppen zu der Prozession starten.
Das letzte Wegstück wird als Zeichen der Aufopferung für die gesamte Gemeinde vom Kreuzträger alleine in Eiltempo bewältigt. Er läuft mit dem schweren Kreuz, bis er vom Priester in die Arme genommen wird.
Am jeweiligen Endpunkt der Prozessionen haben inzwischen die Frauen Tische und Sessel  für ein Festmahl aufgestellt, bei dem die Kreuzträger und sonst beteiligten Männer von den Frauen bewirtet werden. Sie haben während mehrerer Wochen die besten Speisen für diesen Moment aufgehoben, um damit das Festmahl zu bereiten. Die Männer essen, die Frauen servieren.
Das Ritual ist ca. 500 Jahre alt und in dieser Form einmalig in der Welt. In Sevilla in Spanien und einigen Städten Süditaliens wie beispielsweise in Tarent gibt es allerdings ähnliche Prozessionen.
2009 wurde die Kreuzprozession in Hvar in die UNESCO-Liste des immateriellen Kulturerbes der Menschheit aufgenommen.